# Гендерна археологія
Гендерна археологія — метод вивчення минулих суспільств через їхню матеріальну культуру шляхом ретельного вивчення соціальної конструкції гендерної ідентичності та стосунків.
Гендерні археологи та археологині досліджують відносне становище в суспільстві чоловіків, жінок і дітей через виявлення і вивчення відмінностей у владі та авторитеті, які вони мали, а також їхнє відображення в матеріальних (зокрема, скелетних) рештках. Ці відмінності можуть зберегтися у фізичних записах, хоча вони не завжди є очевидними і часто відкриті для інтерпретації. Відносини між статями також можуть впливати на відносини між іншими соціальними групами, такими як сім'ї, різні класи, вікові та релігійні групи.
Феміністична теорія в гендерній археології представила нову перспективу та вплинули на загальну археологічну теорію, подекуди відображаючи упередження. Ця нова перспектива, яка зосереджена на феміністичній точці зору в археології, була започаткована стрімкою еволюцією у ХХ столітті поглядів та інтерпретації гендеру в західних суспільствах. Розвиток цієї точки зору розпочався з феміністичного руху кінця 1960-х років.
Археолог Брюс Тригер зауважив, що гендерна археологія відрізнялася від інших варіантів дисципліни, які розвинулися приблизно в той же час, таких як археологія робітничого класу, археологія корінних народів і археологія громади, тим, що «замість того, щоб просто представляти альтернативний фокус дослідження, вона має утвердилася як необхідна та невід'ємна частина всіх інших археологій».

## Теорія

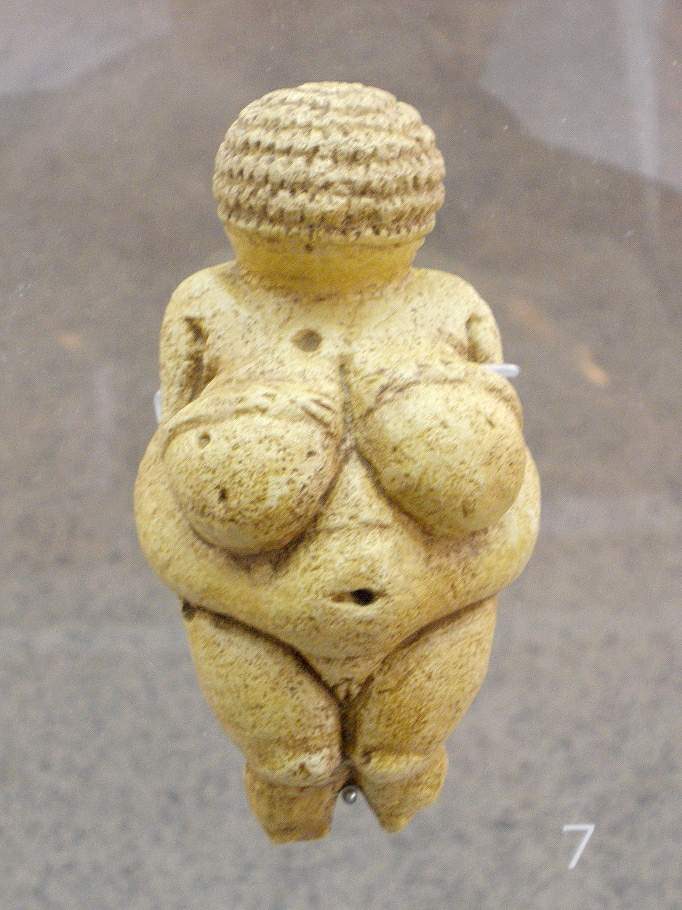
Віллендорфська Венера

Під час археологічних досліджень стать і гендер часто використовуються як взаємозамінні. Це відкидає культурну конструктивність гендеру, пов'язуючи його з біологічною перспективою статі. Гендер присутній у матеріальній культурі та може відображати, як культура була соціально сконструйована. Археологи, які наголошують на гендерній та статевій дихотомії, відкидають гендерні дослідження в культурі та просувають гендерний детермінізм. Крім того, він сприяє етноцентризму, віддзеркалюючи західну гендерну традицію в стародавніх культурах.
Феміністична теорія гендерної археології дала археологам новий погляд на минуле. Ця сучасна структура для теоретичної перспективи звернулася до багатьох патріархальних упереджень, прищеплених інтерпретації та розкопкам минулої археології. Сучасні методи «розглядають гендер як процес, а не як річ». Нові гендерні дослідження внесли упередження в археологічну теорію. Вважається, що це зміщення фокусу пов'язане зі збільшенням кількості жінок в археологічній сфері та зміною соціального тлумачення статі. В останні десятиління жінки-археологині активізували дослідження, зосереджуючись на тому, що гендерні ролі наших предків представлені неправильно, а також гендерні ролі не були такими жорсткими, як вважалося раніше. Теорія підтверджує, що попередні археологи не були спроможні розрізнити стать і стать наших предків. Через брак технологій вчені зробили припущення щодо різноманітних тем, включаючи розподіл праці між статями та погляди минулих суспільств на сексуальну анатомію та бажання. Це спричинило розрив у нашому розумінні минулих соціальних структур. Гендерна археологія наполягає на теоріях, які включають стать, неупереджені та фактичні.

## Феміністична археологія
Як відповідь на незначне представництво жінок-археологинь і непомітність жінок в археологічних дослідженнях була створена феміністична археологія. Феміністська археологія дозволяє вивчати ролі жінок у суспільстві та перевіряти їх важливість. Крім того, вона містить дослідження жінок у доісторичних суспільствах і аналізує гендерні дії, які зображують жіночу свободу волі та соціальну участь. Феміністична археологія також просуває соціальну та політичну програму представництва жінок і покращення жінок у сучасному суспільстві. Однак аспект соціальної справедливості феміністичної археології, як правило, не включає расу та клас, які можуть відрізняти досвід жінки. Інші рухи, такі як чорна феміністська археологія, далі вивчають взаємозв'язок раси, статі та класу.

## Чорна феміністична археологія
Чорношкіра феміністична археологія була створена як відповідь на феміністичну археологію та помилкові уявлення про чорношкірих жінок, присутні в археологічних дослідженнях. Історії чорношкірих жінок, особливо історії рабства, як правило, пишуть нечорношкірі вчені. Ці вчені схильні «інфікувати» чорношкірих жінок і формувати історії на основі заздалегідь створених стереотипів. Ролі чорношкірих жінок у ранніх археологічних працях ґрунтувалися б на припущеннях і стереотипах. Чорна феміністична археологія заохочує, щоб історії чорношкірих жінок розповідали чорні жінки-археологині. Надання чорношкірим жінкам культурного авторитету щодо жіночого рабства допомагає усунути подальшу іншування і допомагає глибше зрозуміти досвід, з яким стикалися чорношкірі рабині. Крім того, це дозволяє пов'язати археологію з ширшою місією соціальної та політичної справедливості.
Чорношкіра феміністична археологія дозволяє археологиням та археологам розглядати ролі темношкірих жінок через гендерну призму. Розгляд чорношкірих рабів через гендерну призму дає археологам можливість досліджувати альтернативні ролі чорношкірих рабинь як жінок. Наприклад, рабинь часто зображували через владний і владний стереотип. У минулих археологічних дослідженнях темношкірих жінок часто показують як гіпермаскулюючих і антипатріархальних. Ці стереотипи використовувалися для опису гендерних ролей, присутніх у невільних домогосподарствах. Чорношкірі феміністки-археологині вивчали домогосподарства робів без прив'язки до стереотипів і дійшли висновку, що домогосподарства рабів мали багатовимірну сімейну домашню систему. Через умови рабства жінки у сімейній структурі часто відігравали домінуючу роль. Це пов'язано з тривалою роботою чоловіків-рабів, а не з попередніми хибними уявленнями про те, що поневолені чоловіки були відсутні вдома, а поневолені жінки були антипатріархальними.

## Історія
Археологічні дослідження та теорія часто відображають ширше суспільство того часу. Ранні археологічні дослідження часто маскулінізувалися через домінуюче патріархальне суспільство. Поняття статі традиційно не досліджувалося в ранній археології, оскільки більшість досліджень були зосереджені на чоловіках і було мало представлених жінок-археологинь. Через маскулінізований склад археології, расизм, сексизм і етноцентризм часто асоціюються з цією сферою і є поширеними в ранніх археологічних роботах. Знову ж таки, оскільки археологія часто відображає ширше суспільство, сучасні археологічні дослідження часто більш включають стать і працюють на ширшому культурному ландшафті.
Раніше археологія була переважно чоловічою сферою, що ускладнювала гендерні дослідження. Але в останні кілька десятиліть із розквітом другого феміністичного руху студентки-археологи почали відкидати попередні припущення щодо статі та досвіду минулого, оскільки вважали, що ці припущення спотворюють сприйняття суспільства. Постійний феміністичний рух, який почався наприкінці 1960-х років, спровокував концепцію сучасного, фемінізованого погляду на археологію. Студентки-археологині не були задоволені обмеженою доступною інформацією про минулі ролі та досвід жінок, а також припущеннями, які робилися десятиліттями. Тож вони взяли на себе зобов'язання використовувати нові технології та досліджувати, як жили жінки в минулому. Вони почали зосереджуватися на різниці між сексуальністю та статтю, а також на важливості міжсекціональності. Маргарет Конкі та Джанет Д. Спектор (1984) вважаються першими в англо-американській галузі, які дослідили застосування феміністичних підходів і розуміння в археологічній практиці та теорії. Однак скандинавські, а особливо норвезькі археологи та археологині вже на початку 1970-х років почали слідувати процесуальному рецепту вивчення гендерних відносин як у (до)історії, так і в самій професії. Результатом цього став семінар під назвою «Чи всі вони були чоловіками?» організована Норвезькою археологічною асоціацією в 1979 році та спеціальний журнал для феміністичних і гендерних досліджень в археології; KAN Kvinner i Arkeologi i Norge [пер. Жінки в археології в Норвегії ], що виходив з 1985 по 2005 рр.
Через те, що археологія була галуззю, де домінували чоловіки, вона була схильна до гендерних упереджень у дослідженнях. Ці гендерні упередження також стосуються тем, які досліджують археологи, причому деякі теми більше пов'язані з жінками, ніж чоловіками, наприклад, культурна спадщина, геоінформаційна система та ізотопний аналіз. Мало відомо про гендерні ролі в різних стародавніх суспільствах, але часто спостерігається асиметричний підхід до зображення чоловічих і жіночих ролей у цих суспільствах. Є випадки, коли чоловіки-археологи зображували роль чоловіків у давнину, віддзеркалюючи сучасні гендерні ролі. Концепції небінарних гендерних відносин ігнорувалися через патріархальну структуру археології. Наприклад, статуетки культури Ла-Толіта-Тумако поєднують чоловічі та жіночі характеристики для небінарного зображення. Хоча ці фігурки були виявлені століття тому, дослідники донедавна не визнавали змішаної статі через гендерні упередження.
Видатні археологи Маргарет В. Конкі та Джоан М. Геро докладно описують різні способи формування статі в археологічних дослідженнях. Гендер може виступати як соціобіологічна стратегія, соціальна конструкція, політична економія, діяльність і як еволюційний процес. Ці шість теоретичних підходів дозволяють зародити археологію та надають добре розроблену позицію щодо гендеру.

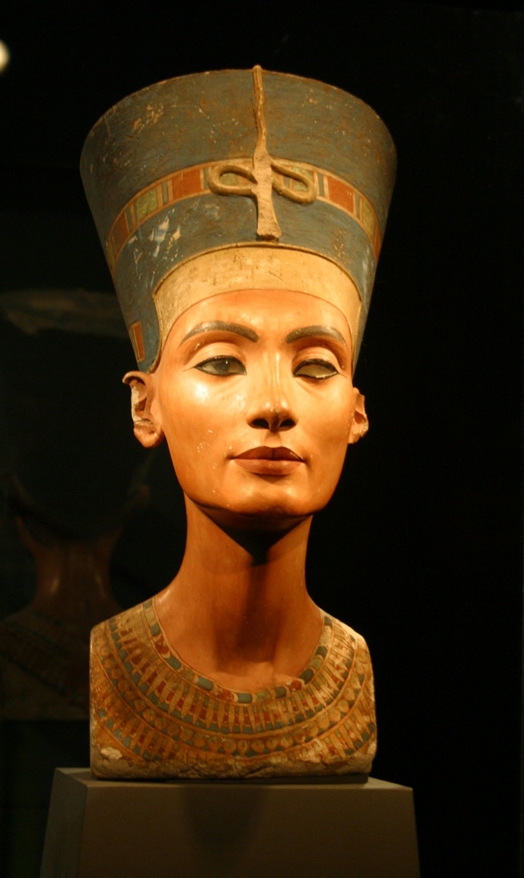
Сумно відомий бюст Нефертіті став символом феміністської влади та гендерного правління.

Незважаючи на те, що новий фемінізований погляд на археологію звернувся до згубних упереджень в аналізі минулих суспільств і досяг прогресу у вивченні статі, феміністська теорія створила новий набір критики щодо археологічних досліджень.
Деякі археологи відкрито критикували гендерну археологію. Одним із відповідальних був Пол Бан, який у 1992 році опублікував заяву, в якій заявив, що:
Останнім спалахом, який дуже нагадує старі добрі часи нової археології (в першу чергу, розваги для хлопців), є гендерна археологія, яка насправді є феміністичною археологією (нова розвага для дівчат). Так, друзі, сестри роблять це для себе… Не минає й місяця, щоб десь не відбулася чергова конференція з «гендерної археології», в якій візьмуть участь жінки-археологині (плюс кілька хоробрих або модних чоловіків, які прагнуть до політкоректності). Деякі з її цілей заслуговують на похвалу, але не можна дозволити цьому тренду зайти надто далеко, як це сталося з новою археологією, коли на відсутність одягу в імператриць вказували злорадні циніки.

## Гендерна археологія в кроскультурних дослідженнях
Стверджується, що гендер не є генетично успадкованим, а є процесом структурування суб'єктивностей, тоді як стать є біологічно детермінованою і статичною (Claassen 1992, Gilchrist 1991, Nelson 1997). Для деяких фахівців у цій галузі, однак, стать не є «основою, на якій культура розробляє гендер» (Morris 1995, 568—569), а «упередження щодо статі були виявлені серед методів, які використовуються при визначенні статі скелетів… Коли стать присвоюється скелету невідомої статі, це є культурним актом» (Claassen 1992, 4), вказуючи на більш помітні культурні упередження в галузі археології. Ці філософії роблять західні біологічні антропологічні методи визначення статі скам'янілостей непридатними для крос-культурних досліджень, оскільки не всі культури використовують однакові фізичні характеристики для визначення статі індивіда. Цей підхід статевої плинності, що означає, що стать не є крос-культурним поняттям і здебільшого є культурно зумовленим, був підірваний широким застосуванням аналізу ДНК на скелетних рештках у західній археології. Висновки, зроблені на основі таких досліджень, виконаних західними археологами, будуть упередженими через їхні культурні впливи та уявлення про секс, біологію та ДНК.
Сподіваючись, що аналіз як матеріальної культури, так і етнографічних досліджень стародавнього суспільства дасть більш чітке уявлення про роль, яку грає/відігравала стать у цьому суспільстві, археологи використовують більш різноманітні типи даних і включають інші аспекти зібраних даних, які вони робили. не включати раніше. Гендерні дослідження часто аналізували як чоловіків, так і жінок (Gilchrist 1991, Leick 2003), однак нещодавні польові дослідження поставили під сумнів уявлення про цю особливу дихотомію чоловік-жінка, розширивши категорії, щоб включити третю або четверту стать у деяких незахідних суспільствах, які досліджуються (Herdt 1994, Hollimon 1997). Інший спосіб, у який польова робота кинула виклик звичайному вивченню гендерної археології, полягає в аналізі більшої кількості матеріальної культури, як-от об'єктів, діяльності та просторового розташування в ландшафті (Nelson 1997).

## Подальше читання
- Gero, J., Conkey, W.(Eds). 1991. Engendering Archaeology. Oxford: Blackwell.
- Joyce, R.A. 2008. Ancient Bodies, Ancient Lives: Sex, Gender, and Archaeology. London: Thames & Hudson.
- Wright, R.P., 1996. Gender and Archaeology. Philadelphia: University of Pennsylvania Press.
- Gilchrist, Roberta 1999 «Gender and archaeology: contesting the past» London; New York: Routledge
- Hamilton, Sue. Whitehouse, Ruth D and Wright, Katherine I. (EDs.) 2007. «Archaeology and women: ancient and modern issues» Walnut Creek, Calif. : Left Coast Press
- Milledge Nelson, Sarah (Ed.) 2006 «Handbook of gender in archaeology» Lanham, MD; Oxford: AltaMira Press
- Milledge Nelson, Sarahand Myriam Rosen-Ayalon (Eds.) 2002 «In pursuit of gender: worldwide archaeological approaches.» Walnut Creek, CA: AltaMira Press.
- Sørensen, Marie Louise Stig. 2000. Gender Archaeology. Cambridge: Polity Press